# General Toshevo (huyện)
General Toshevo là một huyện thuộc tỉnh Dobrich, Bungaria. Dân số thời điểm năm 2001 là 19422 người.